# NGC 3889
NGC 3889 је лентикуларна галаксија у сазвежђу Велики медвед која се налази на NGC листи објеката дубоког неба.
Деклинација објекта је + 56° 1' 7" а ректасцензија 11h 47m 48,1s. Привидна величина (магнитуда) објекта NGC 3889 износи 14,8 а фотографска магнитуда 15,8. NGC 3889 је још познат и под ознакама MCG 9-19-191, DRCG 24-45, PGC 36819.